# صموئيل جيمس كيتسون
صموئيل جيمس كيتسون (بالإنجليزية: Samuel James Kitson)‏ هو نحات أمريكي، ولد في 1848 في غرب يوركشير في المملكة المتحدة، وتوفي في 9 نوفمبر 1906 في نيويورك في الولايات المتحدة.